# Александровка (Весёловский сельсовет)
Алекса́ндровка — село в Моршанском районе Тамбовской области России. 
Входит в состав Весёловского сельсовета.

## География
Расположено на реке Каменка (приток Пячки), в 28 км к западу от центра города Моршанск, и в 80 км к северу от центра Тамбова.
К северо-востоку находится село Весёлое.

## Население
| 2002 | 2010 |
| ---- | ---- |
| 466  | ↘261 |

Согласно результатам переписи 2002 года, в национальной структуре населения русские составляли 98 % от жителей.